# 1945 az irodalomban
Az 1945. év az irodalomban.

## Megjelent új művek

### Próza
- Jerzy Andrzejewski elbeszéléskötete: Noc (Éjszaka)
- Ivo Andrić: 
  - Híd a Drinán (Na Drini ćuprija), irodalmi Nobel-díjat kapott regénye
  - Vihar a völgy felett (Travnićka hronika), regény
- Simone de Beauvoir regénye: Le Sang des autres (A mások vére)
- Agatha Christie: Gyöngyöző cián (Sparkling Cyanide)
- Dimitar Dimov bolgár író regénye: Elkárhozott lelkek (Oszadeni dusi)
- Konsztantyin Fegyin orosz, szovjet író regénytrilógiája: Pervije radosztyi / Первые радости (Első örömök), 1943–1945
- F. Scott Fitzgerald posztumusz esszégyűjteménye: Összeomlás (The Crack-Up)
- Julius Fučík 1942–1943-ban írt börtönnaplója: Reportaž psaná na oprátce (Üzenet az élőknek – a cím szó szerinti fordítása: 'riportok a kötél alatt')
- Carlo Levi olasz író leghíresebb regénye: Cristo si è fermato a Eboli (magyarul Ahol a madár se jár címen jelent meg
- Thomas Mann nagy jelentőségű előadása 70. születésnapján (angol nyelven): Németország és a németek (Deutschland und die Deutschen)
- George Orwell: Állatfarm (Animal Farm)
- Erich Maria Remarque regénye: A diadalív árnyékában (Arc de Triomphe)
- Frans Eemil Sillanpää regénye: Ihmiselon ihanuus ja kurjuus (Az emberi élet szépsége és nyomorúsága)
- Upton Sinclair regénye: Dragon Harvest (Arat a sárkány)
- John Steinbeck regénye: Cannery Row (Kék öböl)
- Mika Waltari finn író legismertebb műve: Szinuhe (Sinuhe, egyptiläinen)
- Franz Werfel: Stern der Ungeborenen (A meg nem születettek csillaga), útiregény

### Költészet
- Paul Claudel: Visages radieux (Sugárzó arcok)
- Czesław Miłosz verseskötete: Ocalenie (Megmenekülés)
- Oton Župančič szlovén költő kötete: Zimzelen pod snegom (Örökzöld a hó alatt)

### Dráma
- Jacinto Benavente: La infanzona (A nemesasszony)
- Max Frisch drámája: Nun Singen Sie Wieder (És a holtak újra énekelnek), bemutató
- Jean Giraudoux: La Folle de Chaillot (Chaillot bolondja), bemutató
- J. B. Priestley angol szerző drámája: An Inspector Calls (Váratlan vendég), bemutató Moszkvában

### Magyar irodalom
- Illyés Gyula verseskötete: Egy év
- Kassák Lajos verseskötete: A költő önmagával felesel
- Nagy Lajos: Pincenapló
- Weöres Sándor prózakönyve: A teljesség felé

## Születések
- január 8. – Szentmihályi Szabó Péter magyar író, költő, műfordító († 2014)
- március 8. – Sárándi József magyar író, költő († 2024)
- április 2. – Kiss Gy. Csaba író, irodalomtörténész, művelődéstörténész
- május 10. – Veres András irodalomtörténész, a 19–20. századi és a kortárs magyar irodalom kutatója
- június 15.  – Sárközy Péter  irodalomtörténész, hungarológus

- július 4. – Dean R. Koontz amerikai író
- július 30. – Patrick Modiano irodalmi Nobel-díjas (2014) francia író
- augusztus 19.  – Kovács István József Attila-díjas költő, író, műfordító, történész, polonista

## Halálozások
- január 2. – Gulácsy Irén írónő (* 1894)
- január 9. – Kardos Albert irodalomtörténész (* 1861)
- január 11. – Ligeti Ernő erdélyi magyar író, publicista, szerkesztő, a helikoni közösség tagja (* 1891)
- január 11. – Ada Negri olasz költő, író, a 20. századi olasz irodalom kiemelkedő alakja (* 1870)
- január 12.  – Kúnos Ignác nyelvész, turkológus, folklorista, a török népköltészet kutatója (* 1860)
- január 13. – Szabó Dezső író, kritikus, publicista, a két világháború közötti magyar irodalom nagy hatású személyisége (* 1879)
- január 22. – Else Lasker-Schüler német költőnő, az expresszionista líra képviselője (* 1869)
- január 27. – Szerb Antal író, irodalomtörténész (* 1945)
- február 23. – Alekszej Nyikolajevics Tolsztoj orosz, szovjet költő, író (* 1883)
- március 8. – Sárközi György költő, prózaíró, folyóiratszerkesztő, műfordító (* 1899)
- március – Halász Gábor író, kritikus, irodalomtörténész (* 1901)
- április 20. – Wacław Sieroszewski legendás életű lengyel etnográfus, író, politikus (* 1858)
- május – Gelléri Andor Endre magyar író, novellista (* 1906)
- június 8. – Robert Desnos francia szürrealista költő (* 1900)
- július 20. – Paul Valéry francia költő (* 1871)
- augusztus 26. – Franz Werfel osztrák költő, regényíró (* 1890)
- szeptember 9. – Zinaida Gippius orosz költő, író, irodalmi kritikus, az orosz szimbolizmus egyik alapítója (* 1869)
- szeptember 22. – Vikár Béla magyar folklorista, műfordító, aki a finn eredeti változatból elsőként fordította le a Kalevalát (* 1859)
- október 8. – Felix Salten zsidó származású osztrák író (* 1869)
- december 28. – Theodore Dreiser amerikai író, a naturalista irányzat amerikai képviselője (* 1871)